# We Will Rave
Singles de Kaleen
Taking Chances
(2023)
Chansons représentant l'Autriche au Concours Eurovision de la chanson
Who the Hell is Edgar? de Teya & Salena
(2023)
We Will Rave est une chanson de la chanteuse, danseuse et chorégraphe autrichienne Kaleen. Elle  a été sélectionnée pour représenter l'Autriche au Concours Eurovision de la chanson 2024.

## Contexte et composition
La chanson est écrite et composée par Anderz Wrethov, Jimmy Thörnfeldt, Julie Aagaard et Thomas Stengaardet est publiée le 1er mars 2024 par le label Warner Music Central Group. Dans des interviews, son interprète,  Kaleen, la décrit comme un « morceau pop d'inspiration techno ». De nombreux médias présentent le titre comme un hommage à l'Eurodance des années 1990. 

## Sélection interne
Le 14 juin 2023, le diffuseur autrichien ORF annonce officiellement sa participation à l'Eurovision 2024 et annonce également que son représentant serait sélectionné en interne. Par la suite, une liste restreinte de 14 artistes est évaluée par un jury et des clubs de fans de l'Eurovision chargés de départager les candidats. L'annonce du vainqueur, initialement prévue en décembre 2023, est retardée d'un mois. Kaleen est finalement annoncée représentante de l'Autriche le 16 janvier 2024 dans Ö3-Wecker, une émission de radio diffusée sur Hitradio,. 
Le 23 février 2024, elle publie un premier extrait de 30 secondes de la chanson pour en faire la promotion. La chanson est officiellement publiée le 1er mars 2024.

## À l'Eurovision
À l'Eurovision, l'Autriche se produit lors de la première moitié de la deuxième demi-finale le 9 mai 2024  à laquelle votent l'Espagne, la France et l'Italie ainsi que le « reste du monde » . En cas de qualification, elle participera à la finale le 11 mai 2024.